# Monsonia attenuata
Monsonia attenuata là một loài thực vật có hoa trong họ Mỏ hạc. Loài này được Harv. mô tả khoa học đầu tiên.

## Hình ảnh

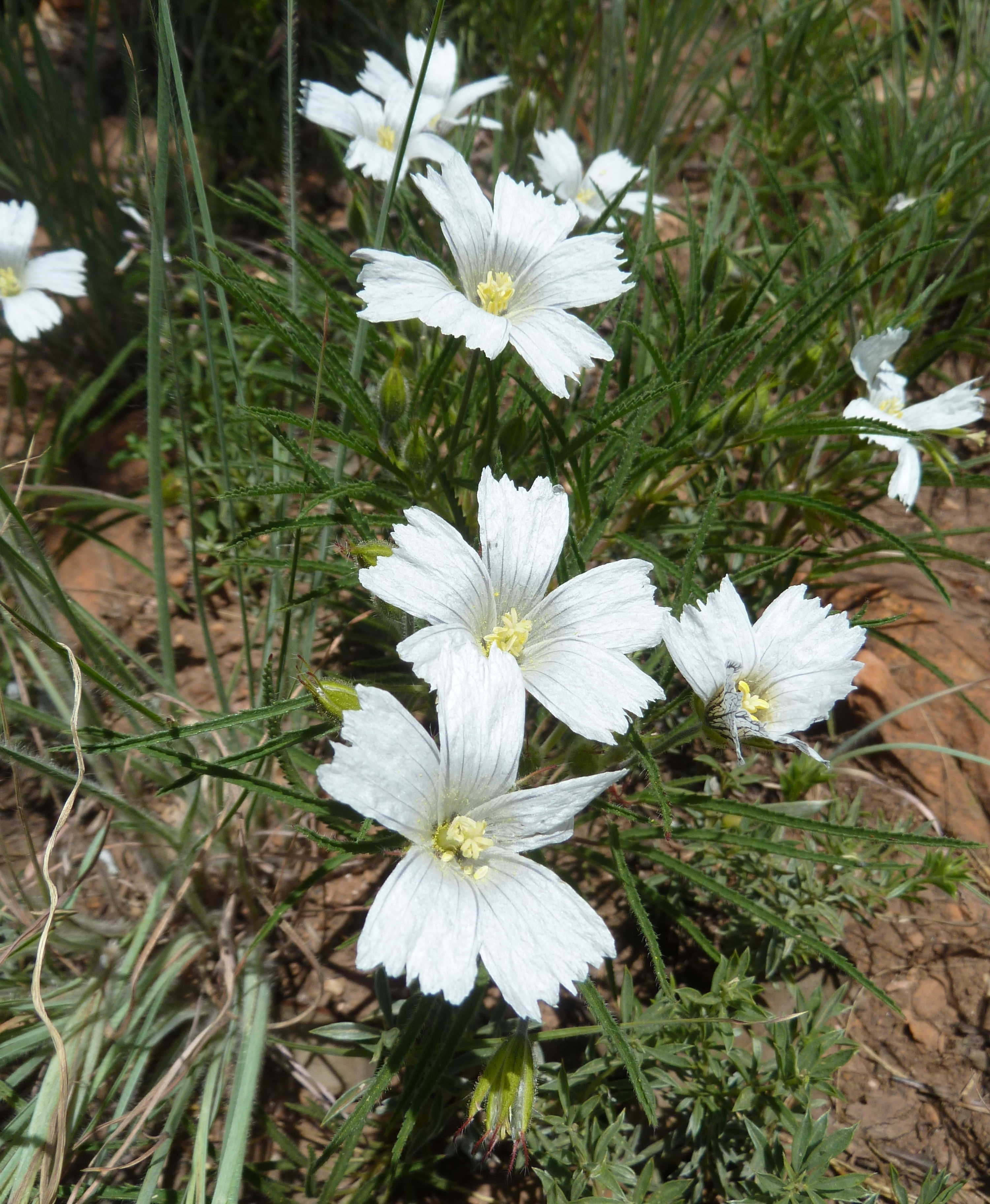